# Tóth István (labdarúgó, 1927)
Tóth István (Budapest, 1927. május 13. – 1977. november 9.) magyar bajnok labdarúgó, kapus.

## Pályafutása
1945 és 1948 között az EMTK, míg 1952 és 1962 között a Csepel csapatában játszott, mint kapus. Tagja volt az 1958–59-es idényben bajnokságot nyert csapatnak. Összesen 252 bajnoki mérkőzésen védett.

## Sikerei, díjai
- Magyar bajnokság
  - bajnok: 1958–59